# Бурачок Ґмеліна
Бурачок Ґмеліна, бурачок Гмеліна (Alyssum gmelinii) — вид рослин з родини капустяних (Brassicaceae), поширений у Туреччині та Європі крім заходу й півночі.

## Опис
Багаторічна рослина висотою 10–25 см. Стручечки широко-оберненояйцевидні або широко-еліптичні, зверху тупуваті або ледь виїмчасті, 4–5.2 мм завдовжки, зі стовпчиком 1.6–3 мм довжиною. Китиці при плоді подовжені, пухкі. Плодоніжки тонкі, майже горизонтальні.

## Поширення
Поширений у Туреччині та Європі крім заходу й півночі. 
В Україні вид зростає на пісках і пісковиках — у Розточчі-Опіллі, на Поліссі та в західному Лісостепу.